# Marie de Hennezel

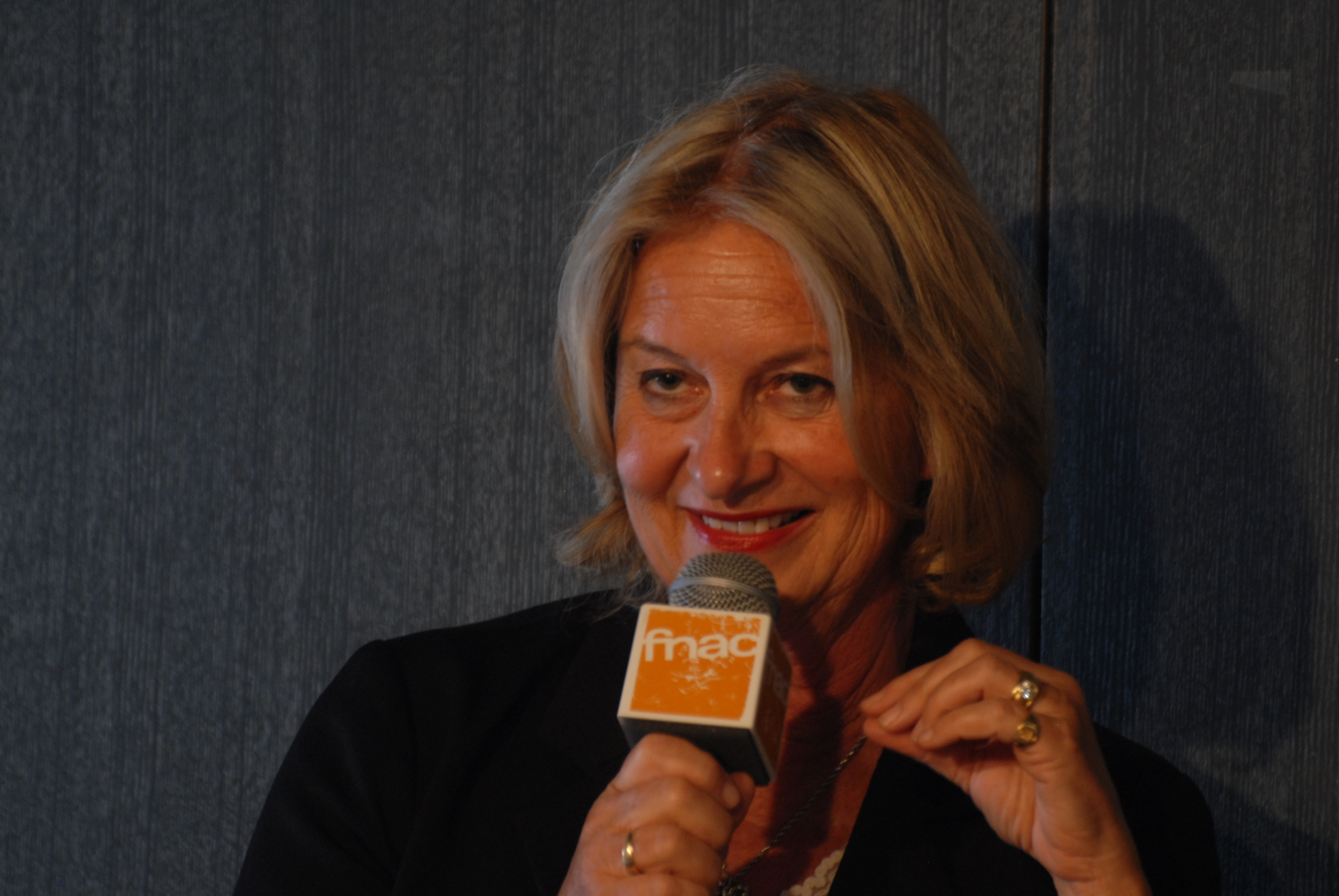
Marie de Hennezel (Mai 2009)

Marie de Hennezel (* 5. August 1946 in Lyon) ist eine französische Psychologin, Psychotherapeutin und Sachbuchautorin.
Sie hat von 1987 bis 1997 in der ersten französischen palliativmedizinischen Einrichtung im Hôpital international de la Cité universitaire in Paris mitgearbeitet. Sie hat mit den Gesundheitsministern Jean-François Mattéi und Xavier Bertrand zusammengearbeitet. Sie ist Offizier der Ehrenlegion. Sie setzt sich für eine Form der passiven Sterbehilfe ein.

## Werke
- L’amour ultime: l’accompagnement des mourants.  Le Livre de Poche, 1993.
- La Mort intime: ceux qui vont mourir nous apprennent à vivre. Robert Laffont, 1995 – Vorwort von François Mitterrand.
- L'art de mourir. 1997, mit Jean-Yves Leloup.
- Le souci de L'autre. Robert Laffont, 2004, ISBN 2-266-14609-2
- Nous ne nous sommes pas dit au revoir. 2006, ISBN 2-266-10858-1

| Personendaten    | Personendaten                                                   |
| ---------------- | --------------------------------------------------------------- |
| NAME             | Hennezel, Marie de                                              |
| KURZBESCHREIBUNG | französische Psychologin, Psychotherapeutin und Sachbuchautorin |
| GEBURTSDATUM     | 5. August 1946                                                  |
| GEBURTSORT       | Lyon                                                            |